# Suko Harjo (Batanghari)
Suko Harjo is een bestuurslaag in het regentschap Lampung Timur van de provincie Lampung, Indonesië. Suko Harjo telt 3699 inwoners (volkstelling 2010).